# Lydia Jele
Lydia Jele, z domu Mashila (ur. 22 czerwca 1990) – botswańska lekkoatletka specjalizująca się w biegach sprinterskich.

## Osiągnięcia
- srebro mistrzostw Afryki (sztafeta 4 × 400 metrów, Porto-Novo 2012)
- brąz mistrzostw Afryki (sztafeta 4 × 400 metrów, Marrakesz 2014)
- złoto igrzysk afrykańskich (sztafeta 4 × 400 metrów, Brazzaville 2015)
- 4. miejsce podczas mistrzostw Afryki (bieg na 400 metrów, sztafeta 4 × 400 metrów, Durban 2016)
- 7. miejsce podczas mistrzostw świata (sztafeta 4 × 400 metrów, Londyn 2017)
- dwa medale igrzysk afrykańskich (Akra 2023) – srebrny w sztafecie mieszanej 4 × 400 metrów i brązowy w sztafecie 4 × 400 metrów
- złote medale mistrzostw Botswany

W 2016 reprezentowała Botswanę na igrzyskach olimpijskich w Rio de Janeiro, podczas których zajęła 4. miejsce w swoim biegu eliminacyjnym na 400 metrów i nie awansowała do półfinału.

## Rekordy życiowe
- Bieg na 100 metrów – 11,39 (2017) były rekord Botswany
- Bieg na 200 metrów – 23,55 (2024)
- Bieg na 400 metrów – 50,32 (2017)